# 熊谷清
熊谷 清（くまがい きよし、1918年8月5日 - 2010年2月20日）は、日本の経営者。川崎汽船社長、会長を務めた。兵庫県出身。

## 経歴
1941年に京都帝国大学経済学部を卒業し、1942年に川崎汽船に入社。1967年5月に取締役に就任し、1970年11月に常務、1979年6月に専務を経て、1979年12月に副社長に就任し、1980年6月には社長に昇格。1985年6月に会長に就任し、1988年6月に相談役に就任。
1980年11月に藍綬褒章を受章し、1988年11月に勲二等旭日重光章を受章。
2010年2月20日に死去。91歳没。叙正四位。